# Bitwa pszczyńska

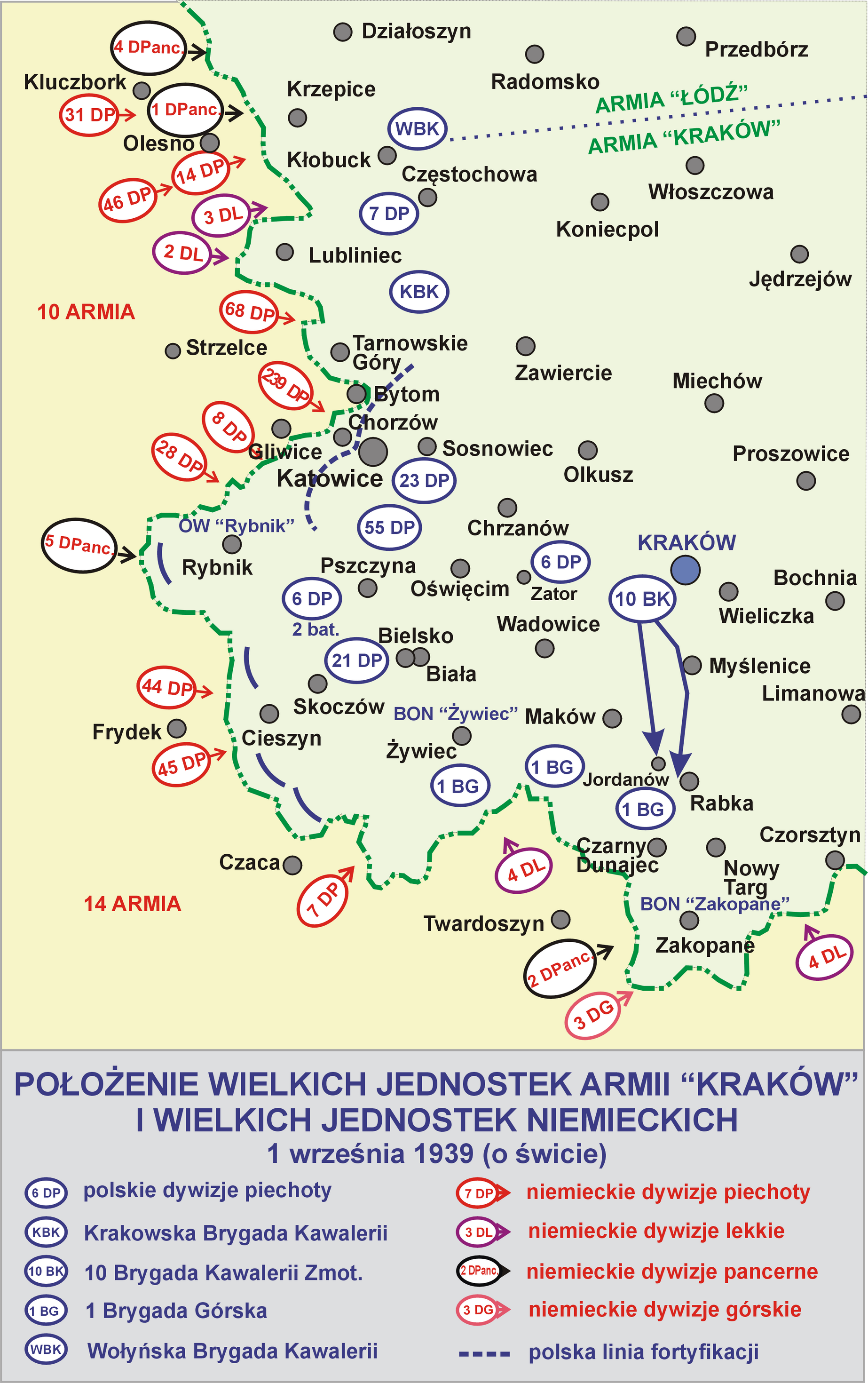
Położenie wielkich jednostek Armii „Kraków” i wielkich jednostek niemieckich 1 września 1939 r. (o świcie)

Bitwa Pszczyńska – walki  w dniach 1–2 września 1939 w okolicy miasta Pszczyna pomiędzy wojskami III Rzeszy a wojskami polskimi. Było to jedno ze starć wojny obronnej Polski w 1939 roku na głównej linii obrony. Rozpoczęło się jako bitwa graniczna  szeregiem potyczek na wysuniętych pozycjach takich jak: Boża Góra, Żory i Rybnik, Suszec i Wisła Wielka.
Walki można podzielić na trzy etapy:
- walki na pozycjach przysłaniających w Rybniku, Żorach i Bożej Górze oraz wysuniętych w okolicach wsi Suszec-Branica, Brzeźce, Wisła Wielka – 1 września 1939
- walki na pozycjach głównych w okolicach Pszczyny – rankiem 2 września 1939
- walki w Ćwiklicach – 2 września 1939

Zgodnie z polskimi założeniami obrona tego odcinka miała być długotrwała, jednak Polacy przeciwstawili niemieckiej 5 Dywizji Pancernej, posiadającej 316 czołgów zaledwie 13 tankietek. Miażdżąca przewaga Niemców oraz błędy dowodzenia po stronie polskiej przesądziły losy walk. Na skutek poniesionej porażki dowództwo polskie podjęło decyzję o wycofaniu wojsk z całego obszaru Górnego Śląska.

## Przed bitwą

### Strona niemiecka
Po stronie niemieckiej w walkach brała udział 5 dywizja pancerna wchodząca w skład VIII korpusu armijnego, należącego do Grupy Armii „Süd” (południe).
Głównym celem 5 DPanc. było zdobycie przyczółków na Wiśle, co miało ułatwić dalszy atak w głąb Polski. Przełamanie polskiej pozycji obronnej miało się odbyć w najdogodniejszym miejscu – w nieufortyfikowanym i słabo obsadzonym odcinku na południu od Pszczyny o długości około 3 km. Na podstawie doniesień wywiadu, Niemcy wiedzieli o słabości tego odcinka – obronna linia schronów pod Pszczyną nie była jeszcze w tym miejscu skończona.
Przełamanie pozycji pod Pszczyną zmusiłoby polskie siły do wycofania się z całego Górnego Śląska. Działania niemieckiej 5 DPanc były zgodne z doktryną „blitzkriegu”.
Jednostki niemieckie posiadały dużą przewagę w obszarze działania Armii „Kraków”:
- 3x w liczbie żołnierzy
- 3x w uzbrojeniu piechoty
- 20x w broni pancernej
- 9x w lotnictwie

### Strona polska
Po stronie polskiej w bitwie brała udział 6 Dywizja Piechoty wchodząca w skład Armii „Kraków”.
Wojsko Polskie zostało rozmieszczone pod Pszczyną ponieważ w tym miejscu biegła główna linia obrony mająca bronić terytorium polskiego w pierwszej głównej bitwie, tzw. bitwie granicznej.
Linia obronna składała się z trzech części:
- pozycja przysłaniająca – Rybnik, Boża Góra, Żory
- wysunięta linia obrony – biegnąca m.in. przez przysiółek Suszec-Branica, Brzeźce, Wisłę Wielką.
- zasadnicza (główna) linia obrony – biegnąca od południa, od rzeki Wisły, dalej na zachód od Pszczyny, po Czarków na północy.

Celem obrony na pozycji wysuniętej miała być osłona pozycji głównej do czasu obsadzenia jej przez główne siły 6. Dywizji Piechoty. Odcinka tego bronił oddział wydzielony 6.DP o kryptonimie „Ignacy”, dowodzony przez płka Ignacego Misiąga. Taktyka na odcinku zasadniczym miała polegać na przyjęciu uderzenia wroga na linii zasadniczej oraz obrony zaatakowanego odcinka do czasu nadejścia odwodów.

## Walki na pozycjach wysuniętych
Po zdobyciu Wodzisławia Śląskiego, Rybnika i Żor, niemiecka 5 DPanc. zmierzała w kierunku punktów polskiej obrony: Brzeźc, oraz na północ od nich, przysiółka Branica (na wschód od Suszca). Brzeźce były korzystnym miejscem na obronę: miejscowość położona na wzgórzu, rzeka Pszczynka, sieć rowów melioracyjnych, podmokły teren. Odcinków broniły dodatkowo baterie artylerii.
1 września, Niemcy trzykrotnie atakowali odcinek w Brzeźcach i pomimo przedarcia się kilku czołgów, ostatecznie wszystkie trzy ataki zostały odparte przez żołnierzy 20 pułku piechoty, wspieranych przez trzy baterie I dywizjonu 6 pułku artylerii lekkiej (6 pal).
W sumie Niemcy stracili około 30 czołgów i/lub wozów pancernych (według wspomnień Jana  Pabicha, artyleria zniszczyła ich ok. 10). Utracono przy tym jedno działo 75 mm plutonu artylerii piechoty 20 pp.
Wieczorem 1 września przyszedł zaskakujący dla żołnierzy polskich rozkaz, nakazujący wycofanie się na zasadnicze pozycje obronne koło Pszczyny.

## Walki na pozycji zasadniczej
Według polskich sztabowców, walki o odcinek zasadniczy miały trwać długo. Niestety proporcje sił były na niekorzyść Polaków.
Dodatkowo podczas rozmieszczania wojska na pozycji zasadniczej popełniono błędy oraz pojawiły się niekorzystne czynniki: sam 3 km południowy odcinek linii obronnej (na południe od Pszczyny) był słabo obsadzony i nieufortyfikowany, posiadał mało broni przeciwpancernej.
Żołnierze obsadzający odcinek byli wyczerpani; jedni walką na pozycji wysuniętej, inni długim marszem na linie obrony. Przybyli żołnierze nie zdawali sobie również sprawy, z jakimi jednostkami niemieckimi przyjdzie im walczyć. Dodatkowo sztab dywizji znajdował się za daleko od jednostek, żeby prowadzić skuteczne dowodzenie.
Zaskakujący atak tak dużą liczbą czołgów na niewielkim odcinku spowodował szybkie pękniecie polskiej linii obronnej. Zniweczyło to plan długotrwałej obrony na linii zasadniczej i uniemożliwiło ewentualną pomoc odwodów na zaatakowanym odcinku.
Rankiem 2 września Niemcy uderzyli czołgami (w liczbie około 130) z pozycji położonej we wsi Łąka w kierunku Goczałkowic i wzgórza. Zdobywając te pozycje w Goczałkowicach mieli dogodne położenie do kolejnego ataku z południa na północ na następny fragment polskiej linii obrony. Polacy stawiali opór, ale ulegli z powodu przewagi wroga. Na południe od Pszczyny powstała 2–3 kilometrowa wyrwa w polskiej obronie. Przez wyrwę niemieckie wojska pancerne (w tym około 280 czołgów) uderzyły głównie w kierunku na Ćwiklice i Jankowice. Z powodu przytłaczającej przewagi, wynik walki był przesądzony.
Gdy wojska niemieckie minęły Ćwiklice, płk Misiąg wydał fatalny rozkaz wyjścia odwodów 6 DP – II i III batalionu 16 pp z lasu „Brzeziny” i przemieszczenia się do Ćwiklic. Doszło do masakry – II batalion został dosłownie rozjechany przez czołgi. Poległo 217 żołnierzy.
I dywizjon 6 pal został rozbity przez atak czołgów, tracąc wszystkie 12 armat, a II dywizjon zdołał wycofać jedynie ich połowę (6 armat). Utracono też jedną baterię 6 dywizjonu artylerii ciężkiej i pluton armat 16 pułku piechoty (wzmocniony wcześniej do 3 dział przez dołączenie pozostałego działa z plutonu armat 20 pp).
W dalszej kolejności, wojska niemieckie skierowały się w kierunku przeprawy na Wiśle w pobliżu wsi Góra.
Skutki przegranej bitwy miały wpływ na losy całej Armii „Kraków”; która musiała  wycofać się z całego obszaru, wschodniego Górnego Śląska.